# Мамисашвили, Дмитрий Александрович
Дмитрий Александрович Мамисашвили (1921 год, село Велисцихе, Сигнахский уезд, ССР Грузия — неизвестно, село Велисцихе, Гурджаанский район, Грузинская ССР) — председатель колхоза села Велисцихе Гурджаанского района, Грузинская ССР. Герой Социалистического Труда (1966). Депутат Верховного Совета Грузинской ССР 6-го созыва.

## Биография
Родился в 1921 году в крестьянской семье в селе Велисцихе Сигнахского уезда. После окончания сельской школы трудился на виноградниках в местном колхозе до призыва в Красную Армию по мобилизации. Первое время охранял советско-турецкую границу, затем воевал при обороне Кавказа в составе 662-го стрелкового полка 406-й стрелковой дивизии. После демобилизации возвратился в родное село, где трудился в одном из местных колхозов.
В 1950-х годах возглавил объединённый колхоз села Велисцихе, который был организован на основе двух бывших колхозов имени Орджоникидзе и «Ленинис Андердзи». По итогам работы в годы Семилетки (1959—1965) колхоз занял передовое место в социалистическом соревновании среди сельскохозяйственных предприятий Гурджаанского района. Указом Президиума Верховного Совета СССР от 2 апреля 1966 удостоен звания Героя Социалистического Труда за «достигнутые успехи в развитии сельского хозяйства, промышленности и науки Грузинской ССР» с вручением ордена Ленина и золотой медали «Серп и Молот» (№ 10868).
За выдающиеся трудовые показатели по итогам работы колхоза в годы Восьмой пятилетки (1966—1970) награждён Орденом Октябрьской Революции.
Избирался депутатом Верховного Совета Грузинской ССР 6-го созыва (1963—1967).
После выхода на пенсию проживал в родном селе Велисцихе. Дата смерти не установлена.
Награды
- Герой Социалистического Труда
- Орден Ленина
- Орден Октябрьской Революции (08.04.1971)
- Медаль «За оборону Кавказа» (01.05.1944)